# 시트콩 로얄빌라
《시트콩 로얄빌라》는 로얄빌라에 사는 사람들의 이야기를 코믹하게 풀어낸 전 코미디 프로그램으로 시트콤과 콩트를 결합한 시트콩이라는 새로운 장르의 프로그램이다.

## 등장 인물

### 귀신과 산다 (옥탑방)
- 이병진 : 10년차 백수 역
- 온유 : 1년차 백수 역
- 오초희 : (옷장 속 14년차) 처녀귀신 역

### 신(생아들이 바라본)세계 (1층 산후조리원) (9, 10회 제외)
- 김병만 : 신생아 역, 생후 10일, 말년 신생아
- 조세호 : 신생아 역, 생후 8일, 진격의 공주님
- 안윤상 : 신생아 역, 생후 5일, 태명이 MB
- 장성규 : 신생아 역, 생후 3일, 청담산부인과 출신
- 우현 : 신생아 역, 생후 30일, 신생아실의 음유시인
- 장은혜 : 간호사 역

### 무덤덤 패밀리 (202호)
- 이병진 : 남편(위병진) 역, 61세
- 신봉선 : 아내(윤미순) 역, 65세

### 시티헌터 리턴즈 (301호)
- 이도연 : 클럽녀 역, 28세
- 장은혜 : 도연의 후배 역, 25세
- 우현 : 개밥그릇 역

### 형사 23시 (지하 101호) (9, 10회 제외)
- 김병만 : 형사 역, 36세, 00경찰서 강력계 형사
- 노우진 : 동료 형사 역
- 류담 : 방송국 PD 역, 《형사 23시》 PD

### 행복한 올드보이 (302호)
- 안내상 : 내상 역, 53세, 지훈제약 과장
- 이정은 : 내상의 아내 역
- 강은영 : 은지 역, 내상의 딸
- 왕재민 : 재민 역, 내상의 아들
- 이승훈 : 부장(승만) 역, 지훈제약 부장, 내상의 동창
- 황배진 : 최대리 역, 지훈제약 대리
- 안상우 : 이대리 역, 지훈제약 대리
- 신세희 : 김세희 역, 지훈제약 신입사원

### 특별 출연
신세계
- 1회 : 김숙 (간호사 역)

시티헌터 리턴즈
- 1회 : 현우
- 2회 : EXO(찬열, 세훈)
- 3회 : 김동현, 배명호
- 4회 : 허경환
- 5회 : 최무성
- 6회 : 이상엽
- 7회 : 전현무
- 8회 : 붐, 비투비
- 9회 : 정태호
- 10회 : 신봉선, 장성규

귀신과 산다
- 4회 : 이휘재 (박수무당 역)
- 5회 : 최무성 (저승사자 역)
- 10회 : 조관우

## 2013년 시청률
| 회차   | 방송일   | AGB닐슨 시청률 (전국 유료가구 기준) |
| ------ | -------- | ----------------------------------- |
| 제1회  | 7월 15일 | 0.686%                              |
| 제2회  | 7월 22일 | 0.655%                              |
| 제3회  | 7월 29일 | 0.504%                              |
| 제4회  | 8월 5일  | 0.568%                              |
| 제5회  | 8월 12일 | 0.750%                              |
| 제6회  | 8월 19일 | 1.062%                              |
| 제7회  | 8월 26일 | 0.732%                              |
| 제8회  | 9월 2일  | 0.574%                              |
| 제9회  | 9월 9일  | 0.381                               |
| 제10회 | 9월 9일  | 0.452                               |

| JTBC 월요일 밤 11시대 프로그램                     | JTBC 월요일 밤 11시대 프로그램                     | JTBC 월요일 밤 11시대 프로그램                   |
| 이전 작품                                          | 작품명                                             | 다음 작품                                        |
| -------------------------------------------------- | -------------------------------------------------- | ------------------------------------------------ |
| 남자의 그 물건 (2013년 3월 11일 ~ 2013년 5월 27일) | 시트콩 로얄빌라 (2013년 7월 15일 ~ 2013년 9월 9일) | 적과의 동침 (2013년 9월 16일 ~ 2013년 11월 18일) |